# Stefan Rihl
Stefan Rihl (* 2. März 1968 in München) ist ein deutscher Schauspieler.

## Leben
Nach seiner Schauspielausbildung beim Schauspiel München zwischen 1991 und 1995 erhielt er Engagements an der Landesbühne Sachsen-Anhalt in der Lutherstadt Eisleben, dem Theater der Stadt Aalen und dem Ulmer Theater, wo er maßgeblich am Aufbau des Jungen Forums, der Jugendtheaterabteilung, beteiligt war.
Seit 2002 arbeitet er als freier Schauspieler für Theater, Kino und Fernsehen und als Trainer und Rollenspieler im Unternehmenstheater.

## Theater
- 1990: Freies Theater München: Der Widerspenstigen Zähmung
- 1997: Landesbühne Sachsen-Anhalt, Eisleben: Das Tagebuch der Anne Frank, Peter van Daan; Die Mausefalle, Christopher Wren;[2] Tischlein, deck dich, Schneidersohn[3] Rotkäppchen und der Wolf, Fuchs[4] Antigone, als Sänger im Chor[5]
- 1997–1999: Theater der Stadt Aalen: Die Hamletmaschine, Ein Sportstück; Krabat (Titelrolle); Leonce und Lena
- 1999–2002: Ulmer Theater: Kohlhaas: Michael Kohlhaas[6]; Das Herz eines Boxers: Jojo; Bin ich ein Stein vom Himmel gefallen: Er (UA); Die Zofen: Claire; Inszenierung: Tränen der Heimat von Lutz Hübner (2001)[7]
- 2003: Theaterei Erbach: Steine in den Taschen von Marie Jones; Theatersommer im Cluss-Garten, Ludwigsburg: Don Carlos und die 1001. Nacht: Albamingo[8]
- 2004: Teamtheater München[9]: Kolostrum: Helios
- 2007: Sommertheater Görlitz: Jacob Böhme und die Pest zu Görlitz: Karl Ender von Sercha; Valentin-Karlstadt-Theater: Karl-Valentins Jahrmarkt: Karl Valentin[10]
- 2008: Theater Blaue Maus: Die Lieben Todsünden – Eine Revue der Laster[11]
- 2012: Theater Blaue Maus: Wer’s glaubt wird selig[12]
- 2013: Festspiele Wangen: Bezahlt wird nicht! von Dario Fo[13]
- 2015: Theater... und so fort: Konfetti von Ingrid Lausund[14]; Blutenburgtheater: Ein brillanter Mord von James Cawood[15]
- 2016: Theaterlust (Tournee): Die Wanderhure von Daniel Hohmann nach dem Bestseller von Iny Lorentz[16]

## Filmografie

### Kino
- 2007: Almrausch

### Fernsehen (Auswahl)
- 1999–2000:  Vorsicht Falle! (2 Folgen)
- 2000, 2002: Streit um drei
- 2009: Dahoam is Dahoam
- 2009: Marienhof (Fernsehserie)
- 2010: Grün (Kurzfilm)